# Zodarion buettikeri
Zodarion buettikeri là một loài nhện trong họ Zodariidae.
Loài này thuộc chi Zodarion. Zodarion buettikeri được Hirotsugu Ono & Rudy Jocqué miêu tả năm 1986.